# Крекінг-установка Порт-Артур (Total/Novealis)
Крекінг-установка Порт-Артур (Total/Novealis) – виробництво нафтохімічної промисловості, яке споруджується на південному сході Техасу. 
Установка є однією серед цілого ряду підприємств, котрі виникли у нафтохімічній галузі США внаслідок "сланцевої революції". Великі об'єми видобутку природного газу, багатого на гомологічні наступники метану, дозволили організовувати економічно доцільну сепарацію додаткових обсягів етану, на основі чого почався новий етап виробництва олефінів у Сполучених Штатах Америки (наприклад, установки піролізу у Фріпорті, Бейтауні, Сідар-Байу та інші).
Проект реалізують французький енергетичний гігант Total (50%), австрійська Borealis та канадська NOVA Chemicals (по 25%, при цьому два останні учасники створять спільне підприємство Novalis). Установка потужністю 1 млн тон етилену на рік розміститься в Порт-Артурі (місто на західному березі річки Сабін, яка відділяє Техас від Луїзіани), де Total спільно з BASF вже володіє однією піролізною установкою, щоправда розрахованою на використання змішаного типу сировини.
Будівельні роботи за проектом вартістю 1,7 млрд доларів США почались у лютому 2018 року. Продукція установки надходиме на вже існуючий завод Total з полімеризації етилену в Бейтауні (біля сотні кілометрів на захід від Порт-Артуру), де також планують спорудити нову лінію.
Можливо також відзначити, що з 2017-го канадська NOVA володіє установкою парового крекінгу в Гейсмар у сісідній Луїзіані.